# Gabon na Letnich Igrzyskach Olimpijskich 2000
Gabon na Letnich Igrzyskach Olimpijskich 2000 reprezentowało 5 zawodników, 3 mężczyzn i 2 kobiety.

## Skład kadry

### Boks
Mężczyźni
- Stephane Nzue Mba

waga lekkośrednia, do 71 kg (odpadł w 1 rundzie)

### Judo
Mężczyźni
- Steeve Nguema Ndong

Kobiety
- Mélanie Engoang Nguema

### Lekkoatletyka
Mężczyźni
- Antoine Boussombo

bieg na 100 m (odpadł w 2 rundzie eliminacji)
bieg na 200 m (odpadł w 1 rundzie eliminacji)
Kobiety
- Anais Oyembo

bieg na 100 m (odpadła w 1 rundzie eliminacji)